# Hinokage

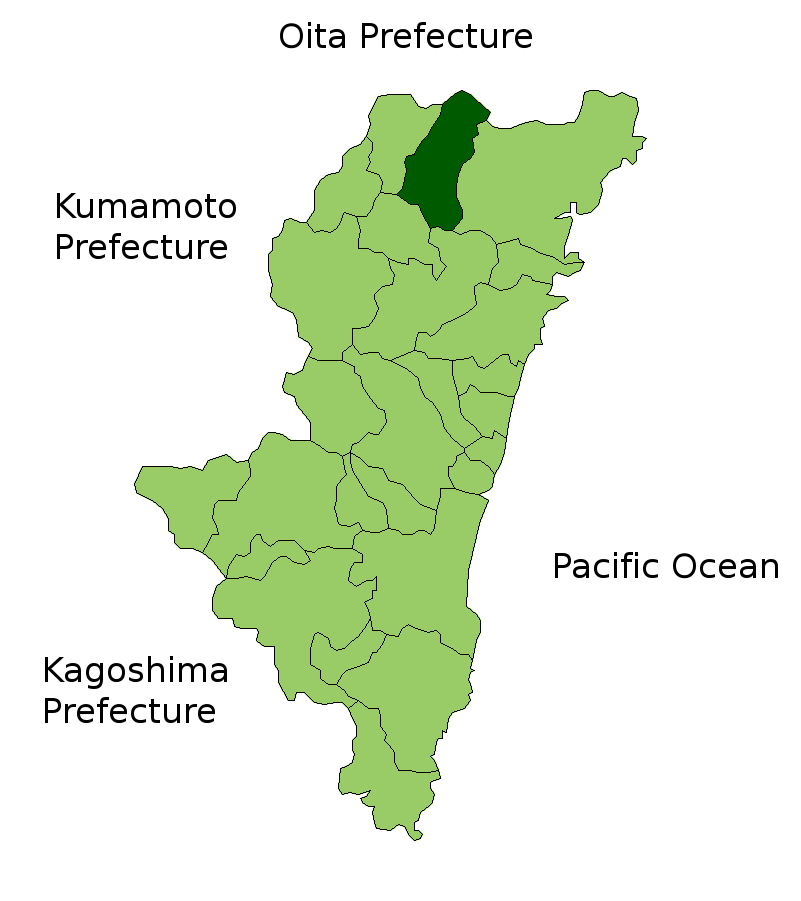
Hinokage dans la préfecture de Miyazaki.

Hinokage-chō (日之影町, Hinokage-chō) est un bourg du district de Nishiusuki (préfecture de Miyazaki), au Japon.

## Géographie

### Démographie
Le 1er décembre 2007, le bourg de Hinokage comptait 4 806 habitants répartis sur une surface de 277,68 km2 (densité de population de 17 hab./km2).